# Saint-Pantaléon, Lot

Saint-Pantaléon este o comună în departamentul Lot din sudul Franței. În 2009 avea o populație de 239 de locuitori.

## Evoluția populației
| An        | 1975 | 1982 | 1990 | 1999 | 2006 | 2009 |
| --------- | ---- | ---- | ---- | ---- | ---- | ---- |
| Populație | 136  | 138  | 160  | 223  | 231  | 239  |